# Henric Jacob Sivers
Henric Jakob Sivers, född 8 april 1709 i Lübeck, död 8 augusti 1758 på Tryserums prästgård, Kalmar län, var en tysk-svensk präst, hovpredikant, författare och tecknare.

## Biografi
Han var son till musikdirektören och kantorn Heinrich Sivers bördig från Livland och Regina Catharina Pagendarm och gift första gången 22 augusti 1737 i Örtomta kyrka med Anna Maria Aschania och de fick 1738 sonen polismästaren Nils Henric Liljensparre. Därefter hade Sivers ett kort äktenskap 1739 med Maria Margareta Rising (född 1713). Det tredje äktenskapet var med Helena Retzia (1714-1799) och de fick tillsammans åtta barn, bland andra hovjägmästaren Carl Retz von Sivers (född 1742) och rådmannen Gustaf von Sivers (1750-1789). 
Sivers blev intagen på gymnasiet i Hamburg år 1725 och fortsatte året därefter att studera juridik och teologi på Kiels universitet. 1727 fortsatte han till Rostocks universitet och blev där filosofie magister år 1728. En kort tid därefter blev han docent i Rostock. År 1730 återvände han till Lübeck för att bli pastorsadjunkt. Vid sidan av sin prästgärning idkade han naturvetenskapliga studier med studieresor till Danmark och Sverige. På grund av ett benbrott blev han kvar en längre tid i Linköping och år 1735 erbjöds han en tjänst som pastor i Norrköpings tyska församling. Han blev samma år prästvigd i Linköpings domkyrka av biskop Erik Benzelius. Sivers rykte som predikant nådde ända till Fredrik I, som inbjöd honom att tala på Karlbergs slott. Sivers blev förordnad till hovpredikant år 1746, främst för att hålla predikningar på tyska. Kort därefter fick han kallelse såsom kyrkoherde i Tryserum, Hannäs och Fogelviks församlingar, där han 1748 fick en prosttjänst och två år senare blev häradsprost i Norra Tjusts härad. 1756 utnämndes han till teologie doktor i i Greifsvald. Vid sidan av sin tjänst var han en flitig hembygdsforskare och tecknare och har efterlämnat ett stort antal skrifter i handskrift och tryck samt teckningar. Hans huvudarbete var Westerwiks stads historia och beskrifning som illustrerades med en plansch över Västervik utförd av Erik Dahlbergh.